# Janus La Cour
Pour les articles homonymes, voir Cour.
Janus La Cour est un peintre danois, né le 5 septembre 1837 à Timgaard près de Ringkøbing, décédé le 13 octobre 1909 à Odder.
Un de ses tableaux, un paysage peint en 1883 a été maquillé par des faussaires et vendu en 2005 à un milliardaire russe comme un tableau d'Alexander Kiselev, dénommé "Summer Day".